# 국립공주대학교 박물관
국립공주대학교 박물관(國立公州大學校 博物館, Kongju National University Museum)은 충청남도 공주시에 소재한 대한민국의 대학 박물관이다. 1964년 8월 개관한 공주사범대학 향토관을 모체로 하고 있다. 1991년 종합대학으로 승격됨에 따라 정식 박물관으로 등록되었으며, 2011년 기준, 1,058m2의 건물 규모에 10,655점의 유물을 보유하고 있다.
국립공주대학교 박물관은 국립공주대학교 공주캠퍼스에 위치하며, 소재 지역인 충청남도는 백제의 거점 지역으로, 백제사에 대한 활발한 연구가 이루어지고 있다.

## 전시실
전시는 총 3개의 상설전시실을 설치하여 운영하고 있으며, 각각 발굴유물실, 기증유물실, 민속유물실로 나누어져 있다.

## 같이 보기
- 국립공주대학교
- 대한민국의 박물관과 미술관 목록